# مرزوق الخليفة
مرزوق خليفة مفرج الخليفة الشمري (5 يناير 1961 -)، نائب سابق في مجلس الأمة الكويتي، وهو من أسرة سياسية وهو أخ غير شقيق للنائب السابق محمد الخليفة. وهو ضابط مُتقاعد، وحاصل على دبلوم هندسة مدنية.

## حياته السياسية
لم يشارك في أي انتخابات سابقة عدا مُشاركته في انتخابات التكميلي عام 2015 وانتخابات مجلس الأمة 2016. ، وعندما شارك في انتخابات مجلس الأمة الكويتي 2016 نجح ثُم أيدت المحكمة الدستورية قبول طعن المرشح فراج العربيد آنذاك لتُعلنه كعضو شرعي في مجلس الأمة الذي حل تاسعًا في الدائرة الانتخابية الرابعة بدلاً من مرزوق الخليفة، وسقطت عضويته.

## عضويات
- تدرّج في القوات المسلحة كضابط من رتبة ملازم إلى أن تقاعد برتبة عقيد.[1]
- شارك في العمليات العسكرية أثناء الغزو العراقي للكويت عام 1990.

## أبرز مواقفه في مجلس الأمة

### مجلس الأمة 2020
| استجواب الوزير حمد جابر العلي (يناير 2022)    | مع الاستجواب |
| استجواب الوزير أحمد ناصر الصباح (فبراير 2022) | مع الاستجواب |
| استجواب الوزير علي حسين الموسى (مارس 2022)    | مع الاستجواب |